# Wyszyna Machorowska
Wyszyna Machorowska est une localité polonaise de la gmina de Ruda Maleniecka, située dans le powiat de Końskie en voïvodie de Sainte-Croix.